# Gwenegan Bui
Gwenegan Bui, né le 27 juillet 1974 à Vitry-sur-Seine (Val-de-Marne), est un homme politique français. Membre du Parti socialiste, il a été président du Mouvement des jeunes socialistes de 1999 à 2001.

## Biographie

### Origines, études et profession
Étudiant au lycée de l'Harteloire à Brest[réf. nécessaire], Gwenegan Bui est diplômé d'un DEA d'histoire qu'il obtient à l'université de Brest. Il obtient par la suite un DESS de géopolitique à l’Institut de relations internationales et stratégiques (IRIS). Collaborateur de cabinet au conseil régional de Bretagne en 2004, sous la présidence de Jean-Yves Le Drian, il est chargé en 2008 de préparer la création de l'établissement public foncier de Bretagne qui voit le jour en 2010. Il en devient alors le directeur adjoint.

## Parcours politique

### Engagements nationaux
Gwenegan Bui est dans un premier temps élu président du Mouvement des jeunes socialistes (Mjs) de 1999 à 2001. Proche de Martine Aubry et de Marylise Lebranchu, il est élu membre du bureau national du PS en 2008.
Par ailleurs, il est membre de la mission « Champsaur » sur la transition vers les réseaux à très haut débit et l'extinction du réseau de cuivre.
En 2018, il soutient la candidature d'Olivier Faure pour le congrès d'Aubervilliers du PS.

### Mandats locaux
Lors des élections municipales de 2008, il figure sur la liste menée à Morlaix par le maire sortant, Michel Le Goff. Il devient  conseiller municipal d’opposition en septembre 2009.
Lors des élections régionales de 2010, il est candidat sur la liste finistérienne du Parti socialiste menée par Marylise Lebranchu. Il est élu conseiller régional le 21 mars 2010. Lors de la séance d’installation du 26 mars 2010, il devient huitième vice-président du conseil régional de Bretagne, chargé de la politique territoriale et du numérique. À ce titre, il est vice-président du Syndicat Mixte Mégalis chargé du déploiement de la fibre optique en Bretagne.
En juillet 2012, il démissionne de la vice-présidence du Conseil régional et du Conseil municipal de Morlaix pour assumer la charge de député du Finistère, en remplacement de Marylise Lebranchu nommée au sein du gouvernement.
Il est réélu au conseil régional de Bretagne lors des élections régionales de 2015.
Pour les élections régionales de 2021, Gwenegan Bui est inscrit sur la liste du Finistère de « La Bretagne avec Loïc ». Cependant, son positionnement sur la liste ne lui permet pas de se faire élire conseiller.

### Mandats législatifs
Lors des élections législatives de 2012, il est le suppléant de Marylise Lebranchu dans la quatrième circonscription du Finistère. Cette dernière est réélue députée le 17 juin 2012 et reconduite en tant que ministre le 21 juin 2012, ce qui permet à Gwenegan Bui de devenir député à partir du 22 juillet 2012. Le 11 mars 2016, son mandat législatif est clos, date à laquelle Marylise Lebranchu reprend son mandat. Membre de la Commission des Affaires étrangères, il est rapporteur pour avis de la loi de programmation militaire, Vice-président du groupe d'amitié France-Vietnam et France-République Démocratique du Congo. Pendant son mandat de député, il est membre de la commission d'enquête, du 10/12/2014 au 21/05/2015, sur le maintien de l'ordre républicain, le respect des libertés et du droit à la manifestation. Au moment du vote de la Loi sur la transparence de la Vie publique, le député, qui favorable à "des contrôles plus sévères, des sanctions plus fortes", s'oppose à ce que le gouvernement rende public les déclarations de patrimoine des députés. Le député craint, à l'époque, l'émergence d'une "société inquisitrice". Sur ce point, il est rejoint par une partie des députés de son bord politique et d'autres, tel le député communiste André Chassaigne.
Début février 2022, la section finistérienne du Parti socialiste le désigne comme délégué de circonscription pour Morlaix. Il est chargé de soutenir localement la candidature à la présidentielle d'Anne Hidalgo. En cas de non accord avec d'autres listes pour les législatives, il est le candidat apparent pour représenter le PS.